# Seznam evroposlancev z Malte (2004–2009)
Seznam evroposlancev z Malte v mandatu 2004-2009.

## Seznam
- John Attard Montalto, Malteška delavska stranka (Stranka evropskih socialistov)
- Simon Busuttil, Nacionalistična stranka Malte (Evropska ljudska stranka - Evropski demokrati)
- David Casa, Nacionalistična stranka Malte (Evropska ljudska stranka - Evropski demokrati)
- Louis Grech, Malteška delavska stranka (Stranka evropskih socialistov)
- Joseph Muscat, Malteška delavska stranka (Stranka evropskih socialistov)